# بابلو بلانكو
بابلو بلانكو (بالإسبانية: Pablo Blanco Blanco)‏ (16 ديسمبر 1951 بإشبيلية في إسبانيا - ) هو لاعب كرة قدم إسباني في مركز الدفاع. لعب مع نادي إشبيلية.

## وصلات خارجية
- بابلو بلانكو على موقع قاعدة بيانات كرة القدم.إي يو (الإنجليزية)